# Body Language Live
Body Language Live är en DVD med Kylie Minogues konsert Money Can't Buy. Minogue sjunger låtar från sitt album Body Language jämte sina största hits. DVD:n innehåller även musikvideorna till "Slow", "Red Blooded Woman" och "Chocolate", en kort dokumentär, två skärmsläckare, fyra wallpaper och en webblänk.

## Låtlista
1. "Still Standing"
2. "Red Blooded Woman"
3. "On a Night Like This"
4. "Je t'aime" / "Breathe"
5. "After Dark"
6. "Chocolate"
7. "Can't Get You Out of My Head"
8. "Slow"
9. "Obsession"
10. "In Your Eyes"
11. "Secret (Take You Home)"
12. "Spinning Around"
13. "Love at First Sight"